# Cetema elongatum
Cetema elongatum är en tvåvingeart som först beskrevs av Johann Wilhelm Meigen 1830.  Cetema elongatum ingår i släktet Cetema och familjen fritflugor. Arten är reproducerande i Sverige. Inga underarter finns listade i Catalogue of Life.